# Boreotrophon clavatus
Boreotrophon clavatus is een slakkensoort uit de familie van de Muricidae. De wetenschappelijke naam van de soort werd in 1878 voor het eerst geldig gepubliceerd door Georg Ossian Sars.